# Single Ladies (Put a Ring on It)
Single Ladies (Put a Ring on It) – piosenka amerykańskiej wokalistki rhythm and bluesowej Beyoncé Knowles, pochodząca z jej trzeciego albumu solowego, I Am... Sasha Fierce. Utwór zyskał dużą popularność głównie ze względu na chwytliwy refren oraz tematykę związaną z empowermentem kobiet.
Wśród wielu nagród, jakie zdobył "Single Ladies (Put a Ring on It)" znajdują się m.in. trzy statuetki Grammy dla piosenki roku, najlepszej piosenki R&B oraz najlepszego kobiecego wykonania R&B. "Single Ladies (Put a Ring on It)" uplasował się na szczycie listy Billboard Hot 100, zaś RIAA przyznała jej status czterokrotnej platyny, za sprzedaż 4.7 milionów kopii na terenie Stanów Zjednoczonych.
"Single Ladies (Put a Ring on It)" umieszczona została na 1. miejscu listy najlepszych piosenek 2008 roku według magazynu Rolling Stone, a także na 2. pozycji tej samej listy sporządzonej przez MTV. "Single Ladies (Put a Ring on It)" zajął również 2. miejsce na liście najlepszych utworów dekady, skompletowanej na podstawie ankiety, którą wśród czytelników zorganizował Rolling Stone. Z kolei krytycy współpracujący z magazynem stworzyli własne zestawienie, w którym piosenka zajęła 50. pozycję. Josh Tyrangiel z magazynu Time wybrał "Single Ladies (Put a Ring on It)" jako 7. najlepszy utwór 2008 roku.
Równie duży sukces, co sama piosenka, odniósł nakręcony do niej wideoklip, opierający się wyłącznie na tańcu. Teledysk był wielokrotnie imitowany oraz parodiowany i, według Toronto Star, rozpoczął pierwsze "taneczne szaleństwo" w nowym millenium oraz w historii Internetu. Wideoklip do "Single Ladies (Put a Ring on It)" otrzymał dziewięć nominacji do nagród MTV Video Music Awards 2009, wygrywając trzy, w tym najważniejszą, dla teledysku roku. Poza tym otrzymał statuetkę w tej samej kategorii na BET Awards, MOBO Awards oraz MTV Europe Music Awards.

## Wydanie i promocja
"Single Ladies (Put a Ring on It)", wraz z "If I Were a Boy", miały pierwotnie zadebiutować w stacjach radiowych 7 października 2008 roku. Jednakże ich premiera odbyła się dzień później na antenie Power 105.1.
9 listopada 2008 roku Beyoncé wykonała piosenkę na gali World Music Awards, a 15 listopada w programie Saturday Night Live. Tego wieczora wystąpiła również w parodii teledysku "Single Ladies (Put a Ring on It)", w której zamiast dwóch tancerek z wideoklipu, pojawiło się trzech mężczyzn. Był wśród nich wokalista Justin Timberlake oraz dwóch członków obsady SNL, Andy Samberg i Bobby Moynihan. 16 listopada Knowles zaśpiewała utwór podczas finałowego odcinka Total Request Live, a 18 listopada w programie 106 & Park BET. 23 listopada wokalistka wykonała "Single Ladies (Put a Ring on It)" na gali American Music Awards. 25 listopada zaśpiewała go również w The Ellen DeGeneres Show. 26 listopada Knowles wykonała utwór w Rockefeller Center podczas programu The Today Show. Poza tym zaśpiewała piosenkę w ramach wizyty w programie The Tyra Banks Show.
"Single Ladies (Put a Ring on It)" wykorzystana została w wielu serialach telewizyjnych, w tym m.in.: Fringe, Cougar Town: Miasto kocic oraz co najmniej trzykrotnie w Glee.

## Sukces komercyjny

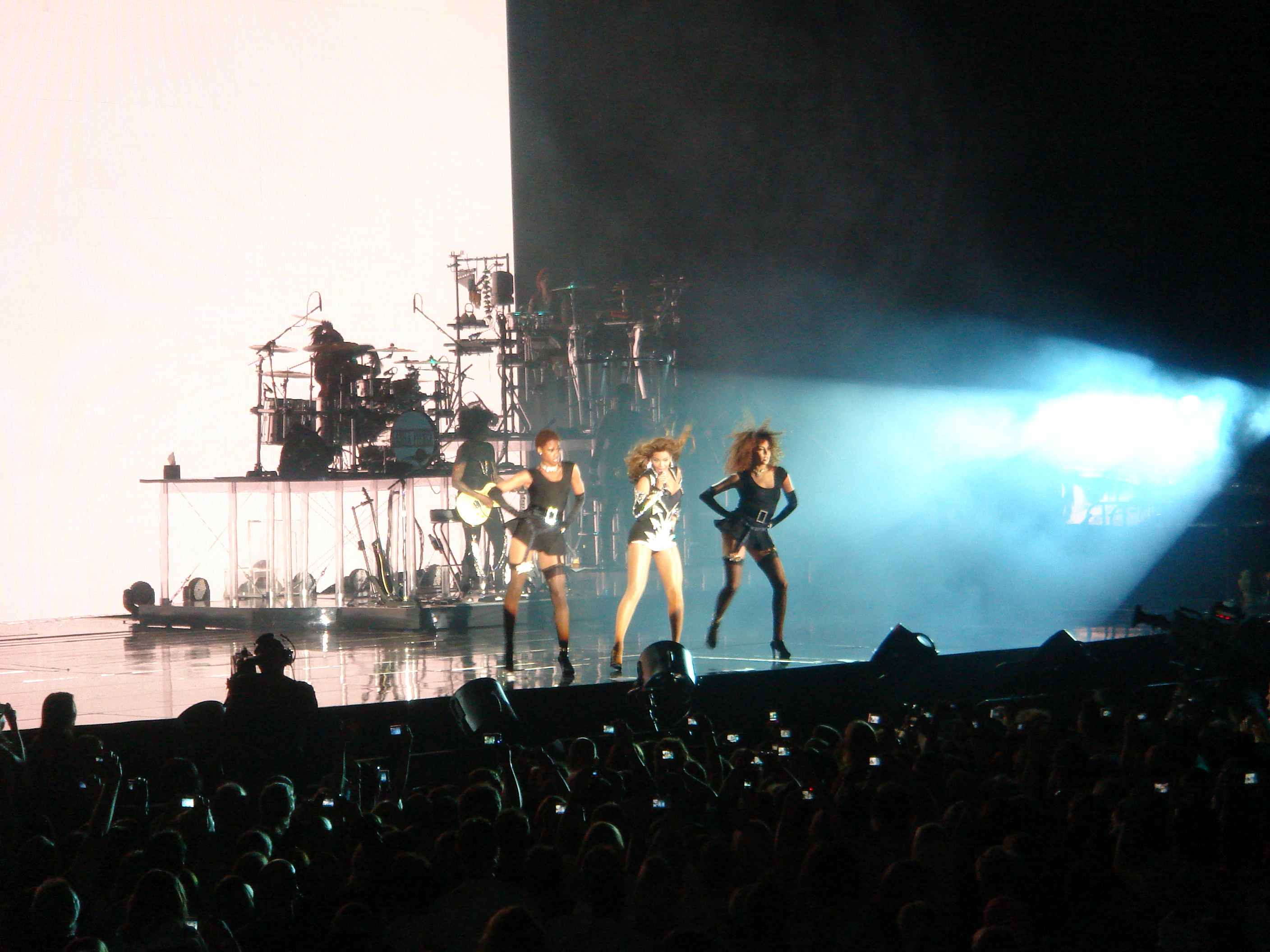
Knowles wykonująca "Single Ladies (Put a Ring on It)" podczas trasy koncertowej I Am... Tour.

"Single Ladies (Put a Ring on It)" zadebiutował na 78. miejscu Billboard Hot 100. 29 listopada singel dotarł na 28. pozycję, a w kolejnym tygodniu awansował na 2. miejsce listy. Ze sprzedażą 204 000 kopii, piosenka uplasowała się na szczycie Hot Digital Songs, spychając na 2. pozycję inny utwór Knowles, "If I Were a Boy", którego tygodniowa sprzedaż wyniosła wtedy 160 000 kopii. Tydzień później sprzedaż "Single Ladies (Put a Ring on It)" wzrosła o 12% i wyniosła 228 000 egzemplarzy, co pozwoliło na pozostanie na 1. miejscu Hot Digital Songs. W czwartym tygodniu siedmiodniowa sprzedaż wyniosła 382 000 kopii, co stanowiło wzrost o 157%. "Single Ladies (Put a Ring on It)" przez cztery tygodnie zajmował 1. pozycję Hot 100, a także przez pięć tygodni pozostawał na szczycie Hot 100 Airplay. Utwór był piątym singlem numer jeden na Hot 100 w solowej karierze wokalistki. "Single Ladies (Put a Ring on It)" uzyskał w Stanach Zjednoczonych status poczwórnej platyny za sprzedaż powyżej 4 000 000 kopii.
Knowles oraz Rihanna są artystkami z największą liczbą singli na szczycie Hot 100 w dekadzie. "Single Ladies (Put a Ring on It)" był również 2. utworem artystki, który zajmował 1. miejsce listy w trakcie Bożego Narodzenia oraz Nowego Roku (wcześniej, na przełomie 2006/2007 roku, dokonał tego "Irreplaceable"). Poza Hot 100, piosenka zajęła szczyty innych notowań Billboardu, Hot Dance Club Play, Hot R&B/Hip-Hop Songs, Pop 100 oraz Hot Dance Airplay.
Na arenie międzynarodowej piosenka odniosła nieco mniejszy sukces niż w Stanach Zjednoczonych. W Kanadzie zadebiutowała na 81. miejscu Canadian Hot 100, jednak w następnym tygodniu awansowała na 17. pozycję, ostatecznie docierając do 2. miejsca. W Wielkiej Brytanii "Single Ladies (Put a Ring on It)" nie został wydany jako singel, tylko b-side "If I Were a Boy". Jednakże utwór odniósł duży sukces, debiutując 23 listopada na 67. pozycji UK Singles Chart, w oparciu wyłącznie o sprzedaż w formie digital download. Następnie singel zaczął przesuwać się w górę, po czym dotarł do 7. miejsca listy, a także na szczyt UK R&B Chart, na którym pozostawał przez trzy tygodnie. "Single Ladies (Put a Ring on It)" spędził 60 tygodni na UK Singles Chart, najwięcej ze wszystkich utworów Knowles. Singel uzyskał złoty status w Wielkiej Brytanii za sprzedaż powyżej 400.000 kopii.
24 listopada "Single Ladies (Put a Ring on It)" zadebiutował na 15. miejscu australijskiego zestawienia ARIA Singles Chart, docierając ostatecznie na 5. pozycję. Za sprzedaż powyżej 210 000 kopii singel uzyskał w tym kraju status trzykrotnej platyny. 16 listopada 2009 roku minął rok, w trakcie którego utwór obecny był w każdym wydaniu listy. W Nowej Zelandii utwór uplasował się na 2. miejscu, na którym pozostawał przez trzy tygodnie, a także pokrył się platyną. Jest również jednym z dwóch singli, które nieprzerwanie pozostają w notowaniu od co najmniej 3 lat. Na początku 2010 roku zajmował bowiem 36. pozycję listy.

## Wideoklip
Teledysk do "Single Ladies (Put a Ring on It)" został nakręcony niemal równocześnie z "If I Were a Boy", gdyż oba single wydane zostały jednocześnie, aby podkreślić dualizm wokalistki oraz jej bardziej agresywne alter ego, Sashę Fierce. Knowles przyznała, że budżet został praktycznie w całości wykorzystany na "If I Were a Boy", a producenci musieli obniżyć koszt "Single Ladies (Put a Ring on It)". Podobnie jak "If I Were a Boy", "Single Ladies (Put a Ring on It)" nakręcony został w monochromatycznym formacie oraz wyreżyserowany przez Jake’a  Navę. Według Navy stylizacja inspirowana była sesją fotograficzną do magazynu Vogue.
Autorami choreografii, którą Knowles wykonuje jako Sasha Fierce, byli Frank Gatson oraz JaQuel Knight. Wokalistka ma na sobie asymetryczny trykot oraz buty na wysokich obcasach. Na planie towarzyszą jej dwie tancerki, Ebony Williams i Ashley Everett, ubrane w podobne stroje. Beyoncé tańczy w tzw. infinity cove, czyli wyłącznie białej przestrzeni, w której nie ma np. rogów ścian, zaprojektowanej, aby sprawiać wrażenie, że tło zmierza ku nieskończoności. Infinity cove miała skupić widza na kompleksowej choreografii, najważniejszym elemencie teledysku. Taneczny układ składa się z wielu stylów, a wśród nich: jazzu, hip hopu oraz stepowania. Ponadto wideoklip wymieniany jest jako popularyzator J-Setting, tańca, w którym jedna osoba prowadzi inne. Styl ten jest popularny w wielu afroamerykańskich klubach gejowskich w Atlancie. Pod koniec wideoklipu na dłoni Beyoncé widoczny jest jej wart 5 milionów dolarów pierścionek zaręczynowy zaprojektowany przez Lorraine Schwartz, ukryty pod charakterystyczną rękawiczką, również projektu Schwartz.
Premiera teledysku odbyła się w programie Total Request Live MTV. Po jego wydaniu wielu blogerów internetowych zauważyło podobieństwa między choreografią w "Single Ladies (Put a Ring on It)" a tańcem Gwena Verdona w programie The Ed Sullivan Show w 1969 roku. Autorem choreografii Verdona był słynny broadwayowski reżyser Bob Fosse. Podczas promowania wideoklipu w programie 106 & Park BET, Knowles potwierdziła, że była zainspirowana choreografią Fosse'a po tym jak zobaczyła występ Gwena na YouTube i chciała przekonać się, czy sama potrafiłaby to zatańczyć. W wywiadzie dla Entertainment Weekly wokalistka powiedziała również, że posiada starą kasetę Verdona i używała jej jako inspiracji podczas kręcenia teledysku. Choreografia "Single Ladies (Put a Ring on It)" czerpie także z układu "There’s Gotta Be Something Better Than This" Fosse'a z musicalu Sweet Charity.

### Reakcje i wyróżnienia

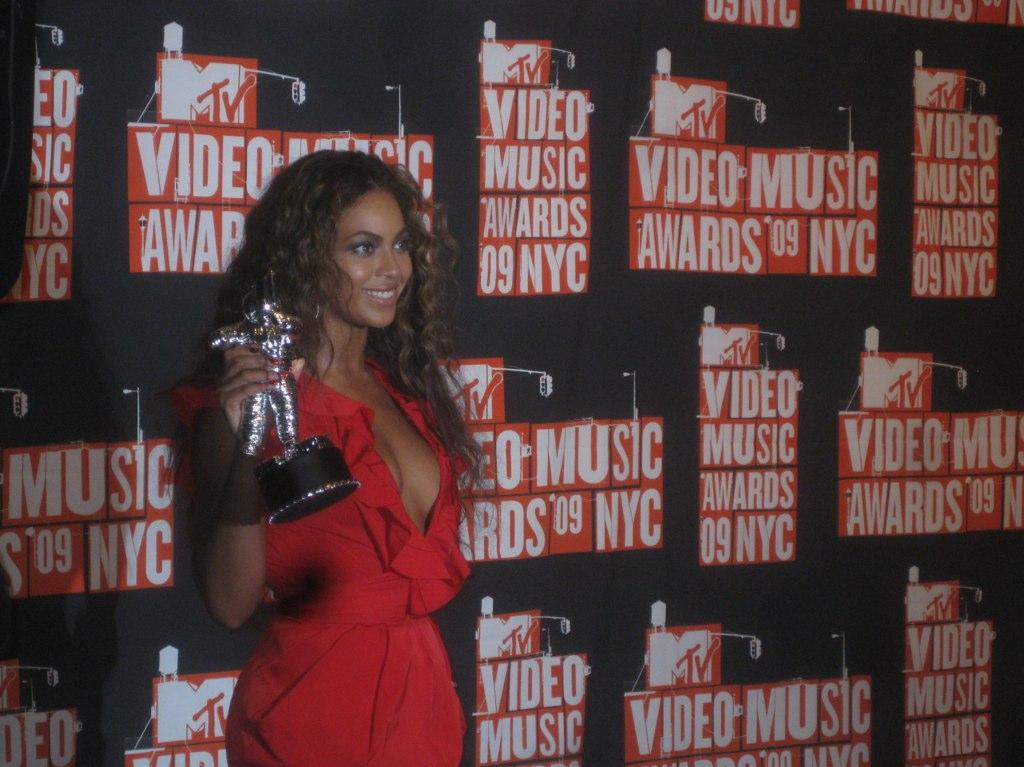
Beyoncé na gali MTV Video Music Awards 2009 z nagrodą za wideoklip roku

Mimo że "Single Ladies" był najmniej kosztownym i jednocześnie najszybciej wyprodukowanym wideoklipem Beyoncé, sama wokalistka przyznała po zakończeniu prac, że będzie to "najbardziej ikoniczny" teledysk w jej twórczości, charakteryzując go jako "coś specjalnego". Wideoklip wywołał taneczne szaleństwo w Internecie, inspirując ludzi z całego świata do nagrywania jego własnych wersji. Knowles wypowiedziała się na temat internetowej popularności teledysku w wywiadzie dla MTV: "To cudowne uczucie wiedzieć, że poruszyłeś ludzi i dzięki wideoklipowi nadałeś piosence nowe życie.". Beyoncé przyznała ponadto, że spędziła dużo czasu na oglądaniu amatorskich filmików wykonań choreografii z "Single Ladies (Put a Ring on It)". Jake Nava wyraził zaskoczenie tak pozytywnym przyjęciem klipu, przypisując jego sukces zasadzie "mniej znaczy więcej". W wywiadzie dla Eye Weekly, reżyser Scott Cudmore stwierdził, że era Internetu wpłynęła na to, w jaki sposób kręci się wideoklipy, a także na to, w jaki sposób są one postrzegane przez odbiorców. Cudmore uznał, że mimo iż rola teledysków jako medium "zanika z mainstreamu", wyróżnił "Single Ladies" za "pewnego rodzaju odrodzenie", a także dodał, że po tym, jak wideoklip pojawił się w Internecie, ludzie zaczęli "świadomie poszukiwać wideoklipów ze względu na ich artystyczny przekaz".
Wideoklip zdobył szereg wyróżnień i nagród. Czytelnicy witryny Popjustice przyznali mu tytuł najlepszego układu tanecznego 2008 roku. "Single Ladies (Put a Ring on It)" zdobył trzy statuetki na gali MTV Video Music Awards 2009, w kategoriach: wideoklip roku, najlepsza choreografia oraz najlepszy montaż. "Single Ladies (Put a Ring on It)" wygrał również nagrody dla najlepszego wideoklipu na galach MTV Europe Music Awards 2009 i BET Awards. Teledysk otrzymał ponadto wiele nominacji: dla najlepszego wideoklipu 2009 roku według czytelników Popjustice (zajął 4. miejsce); dziewięć nominacji (w tym trzy wygrane) do MTV Video Music Awards 2009, nominację do nagrody MuchMusic Video Award w kategorii najlepszy międzynarodowy wideoklip, a także nominację dla najlepszego wideoklipu na gali NAACP Image Awards.
Teledysk do "Single Ladies (Put a Ring on It)" znalazł się na 4. miejscu listy 100 najlepszych wideoklipów 2008 roku według BET, a także na 3. pozycji zestawienia 40 najlepszych teledysków 2009 roku według VH1. Czytelnicy strony internetowej MUZU TV wybrali "Single Ladies (Put a Ring on It)" najlepszym wideoklipem dekady 2000–2009; z kolei czytelnicy Billboardu uznali teledysk Knowles za 5. najlepszy wideoklip tego samego okresu. Entertainment Weekly również umieścił wideoklip na liście najlepszych teledysków dekady, pisząc: "Przykro nam, Taylor. Kanye miał rację. Z choreografią, która sprawiła, że każdy świecił swoimi pozbawionymi pierścionków palcami, dziki, kobiecy hymn Beyoncé jest naprawdę jednym z najlepszych teledysków wszech czasów." Claire Suddath z Time wyróżniła "Single Ladies (Put a Ring on It)" w swoim zestawieniu 30 najlepszych wideoklipów wszech czasów, pisząc: "Czasami najlepsze kreacje są jednocześnie tymi najprostszymi.".

#### "Kanyegate"
"Single Ladies (Put a Ring on It)" wygrał nagrodę dla najlepszego teledysku roku na gali BET Awards. Otrzymał również dziewięć nominacji do MTV Video Music Awards 2009, ostatecznie zdobywając trzy statuetki, w tym najważniejszą, dla wideoklipu roku. Wśród nominacji była m.in. kategoria najlepszy żeński teledysk, w której wygrała Taylor Swift z "You Belong with Me", co doprowadziło do kontrowersyjnej sytuacji; przemówienie Swift zostało przerwane przez rapera Kanye Westa. Wkroczył on na scenę i odebrał wokalistce mikrofon, po czym zadeklarował, że to Beyoncé zasłużyła na wygraną, a "Single Ladies" to "jeden z najlepszych wideoklipów w historii". Po tym, jak Knowles otrzymała statuetkę dla teledysku roku, powiedziała: "pamiętam, jak mając 17 lat zdobyłam pierwszą nagrodę MTV z Destiny’s Child i był to jeden z najbardziej ekscytujących momentów w moim życiu", a następnie zwróciła się do Swift, aby ta "wróciła na scenę i miała swój moment".

## Wpływ na kulturę
Jest wersja gospelowa oraz akustyczna. Szkraby je opanowały. Podobnie jak uczestnicy zajęć tanecznych w centrach rekreacyjnych, studentki w swoich pokojach akademickich, nastolatkowie z przedmieść w piwnicach oraz licealne cheerleaderki... Są również męskie hołdy, improwizowane występy w poczekalniach na lotniskach i nawet widea grup tanecznych, które tworzą własne wersje teledysku lub imitują oryginał. Podobnie jak z każdym trendem internetowym, na Facebooku są oczywiście grupy mu [teledyskowi] poświęcone;... kilka lat temu Soulja Boy wywołał taneczne szaleństwo, które jednak miało krótki żywot i przetrwało wyłącznie wśród męskiego tańca hip hopowego, podczas gdy "Single Ladies" opanował wszystkie grupy wiekowe oraz płcie.

Piosenka zdobyła szeroką popularność ze względu na chwytliwy refren oraz tematykę empowermentu kobiet, przez co krytycy porównywali ją do "Respect" Arethy Franklin i "I Will Survive" Glorii Gaynor. Z kolei wideoklip stał się słynny poprzez swoją skomplikowaną choreografię, opisaną jako "pierwsze prawdziwe taneczne szaleństwo w nowym millenium oraz w historii Internetu". Billy Johnson z Yahoo! Music napisał, że wideoklip do "Single Ladies" był największym muzycznym hitem Internetu 2009 roku. Z kolei James Montgomery z MTV News stwierdził: "Wydaje się, że [ten teledysk] został stworzony dla generacji YouTube, co prawdopodobnie tłumaczy, dlaczego kręcenie własnych filmików stało się światowym fenomenem." Teledysk pobudził ponadto zainteresowanie J-Setting, czyli stylem tańca, który choreograf JaQuel Knight naświetlił w wideoklipie; z tego powodu uznaje się, że Knowles miała duży wpływ na wprowadzenie J-Setting do mainstreamu. W jednym z wywiadów Knight wyraził ekscytację, że popularność "Single Ladies (Put a Ring on It)" sprawiła, iż coraz więcej osób zaczęło uczyć się tańca.

### Parodie i domowe wykonania

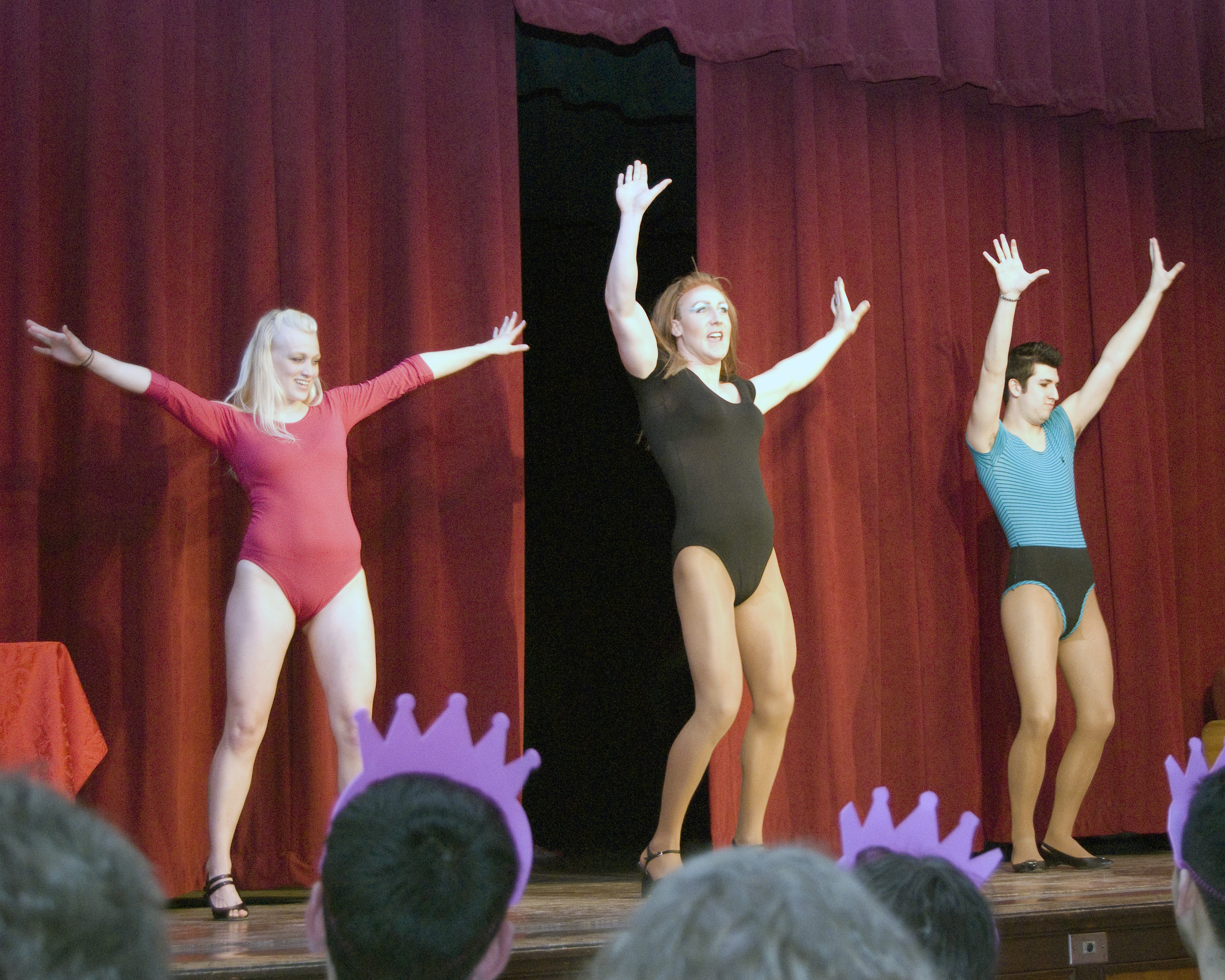
Drag show inspirowany wideoklipem do "Single Ladies (Put a Ring on It)"

Teledysk został sparodiowany po raz pierwszy 15 listopada 2008 roku w programie Saturday Night Live, a udział w niej, oprócz Knowles, wziął Justin Timberlake oraz Andy Samberg i Bobby Moynihan. Pierwotnie wokalistka nie miała w planach pojawić się na scenie, jednak zgodziła się na udział w parodii za namową Timberlake’a. 3 czerwca 2009 roku Joe Jonas z Jonas Brothers zamieścił na oficjalnym profilu grupy na YouTube film, jak wykonuje układ taneczny z "Single Ladies". Irlandzki duet Jedward sparodiował kroki z "Single Ladies" w swoim wideoklipie do coveru utworu "All the Small Things". 20 listopada 2009 roku prezenterki BBC News, a w tym Fiona Bruce, Sophie Raworth, Kate Silverton i Susanna Reid, wykonały "Single Ladies" w czarnych, militarnych strojach; następnie na scenie pojawili się również ich męscy współpracownicy. Występ ten miał na celu zebranie środków na kampanię charytatywną Children in Need.
Wideoklip zainspirował wielu amatorskich imitatorów, którzy publikowali widea z własnymi wykonaniami choreografii na YouTube. Autorem jednego z najpopularniejszych był Shane Mercado, który zatańczył w programie The Bonnie Hunt Show, a także osobiście poznał Beyoncé. Wokalistka wykorzystała popularność wideoklipu podczas trasy koncertowej I Am... Tour; w trakcie wykonywania "Single Ladies (Put a Ring on It)" na ekranach w tle pokazywane były fragmenty choreografii w wersjach fanów. W serwisie YouTube znalazł się szereg filmików, na których dzieci w różnym wieku imitowały układ taneczny z "Single Ladies". Uwagę mediów przyciągnął zwłaszcza klip, na którym Cory Elliott, mały chłopiec z Nowej Zelandii, ogląda w telewizji teledysk Knowles, próbując naśladować jej ruchy. Dan Fletcher z magazynu Time określił ten filmik mianem 4. najlepszego internetowego klipu 2009 roku, komentując: "Małe dzieci uwielbiają piosenki z dobrym rytmem i dużą liczbą powtórzeń, a 'Single Ladies' z pewnością ma obie te cechy.".
Wokalista John Legend nagrał film, na którym widać, jak Prezydent Stanów Zjednoczonych Barack Obama tańczy wraz ze swoją żoną Michelle część choreografii "Single Ladies". Obama wykonał ponadto charakterystyczny gest kręcenia dłonią zaczerpnięty z wideoklipu podczas swojej prezydenckiej inauguracji. Amerykański aktor Tom Hanks wymienił "Single Ladies" jako swoją ulubioną piosenkę 2009 roku, a także podjął się próby odtworzenia układu z teledysku. Z kolei Tom Cruise zatańczył z Knowles do "Single Ladies" podczas występu wokalistki w Los Angeles, 16 lipca 2009 roku.
W Londynie, 20 kwietnia 2009 roku, 100 tancerzy ubranych w trykoty podobne do tych z teledysku Knowles, promowało Trident Unwrapped, producenta gum do żucia. Katy Brand, ubrana w czarny trykot i złotą rękawiczkę, w towarzystwie dwóch pobocznych tancerek, wykonała choreografię "Single Ladies" podczas finału akcji charytatywnej BBC One, Let's Dance for Comic Relief, 12 marca 2010 roku. Jenna Ushkowitz, Chris Colfer i Heather Morris regularnie wykonywali "Single Ladies" w ramach trasy koncertowej Glee Live! w czerwcu 2011 roku. Odpowiedzialni za aspekt muzyczny w kościele Baptystów Geyer Springs First Baptist Church w Little Rock, w stanie Arkansas, uznali, że "doskonałym pomysłem", by zachęcić ludzi do aktywności w chórze będzie odśpiewanie remiksu "Single Ladies", wraz z pełną choreografią taneczną. 29 sierpnia 2011 roku wideo z tego występu zostało zamieszczone w Internecie; filmik ukazuje członków chóru, którzy śpiewają: "All the singing ladies, all the singing fellas... If you like the choir, then won't you come and sing in it."

### Wykorzystanie w mediach
W wydaniu magazynu People zawierającym podsumowanie wydarzeń z 2009 roku, siostry Khloé, Kim i Kourtney Kardashian zajęły 9. miejsce na liście 25 najbardziej intrygujących postaci show-biznesu; w przeprowadzonej z tej okazji sesji zdjęciowej wzięły udział w trykotowych strojach, imitujących charakteryzacje z wideoklipu do "Single Ladies". Piosenka wykorzystana została w kilku serialach telewizyjnych, wśród których były: Fringe, CSI: Kryminalne zagadki Miami, Cougar Town: Miasto kocic oraz Glee. "Single Ladies" oraz jego choreografia wykonywane są przez The Chipettes w filmie animowanym Alvin i wiewiórki 2. Wersja ta zdołała zająć miejsca na niektórych listach przebojów, a także została wydana na ścieżce dźwiękowej obrazu, Alvin and the Chipmunks: The Squeakquel: Original Motion Picture Soundtrack. Tytuł utworu stanowił inspirację dla nazwy serialu z Queen Latifah w roli głównej, Single Ladies. W jednym z wydań komiksu Stone Soup, Val Stone ogląda na YouTube wideo mające nauczyć ją kroków "Single Ladies (Put a Ring on It)". W reakcji na to jej córka Holly mówi, że "nigdy więcej nie pokaże jej nic na YouTube". Cover piosenki na ścieżkę dźwiękową filmu Seks w wielkim mieście 2 nagrała amerykańska aktorka i wokalistka Liza Minnelli. Motyw "Single Ladies" pojawił się również w grze komputerowej World of Warcraft: Cataclysm, w której goblinki wykonują układ taneczny z wideoklipu utworu. Wers "Put a Ring on It" był hasłem przewodnim kampanii w ramach Wspólnego Programy Narodów Zjednoczonych ds. HIV/AIDS, mającej podnieść świadomość kobiet w kwestii używania kondomów.

### Covery
Artyści reprezentujący różne gatunki muzyczne tworzyli covery "Single Ladies (Put a Ring on It)" w ich własnych stylach. Szkocki zespół Marmaduke Duke wykonał swoją wersję piosenki podczas programu Live Lounge na antenie BBC Radio 1, w kwietniu 2009 roku. W październiku tego samego roku utwór ten został wydany na albumie kompilacyjnym Radio 1's Live Lounge – Volume 4. Australijski wokalista Stan Walker zaśpiewał "Single Ladies" w jazzowej aranżacji podczas jednego z odcinków 7. serii programu Australian Idol, w październiku 2009 roku. W trakcie broadwayowskiej rewii All About Me, w marcu 2010 roku, Dame Edna Everage wykonywała "Single Ladies" i jego choreografię ze wsparciem dwóch pobocznych tancerzy: Gregory’ego Butlera oraz Jon-Paula Mateo. Covery utworu stworzyli ponadto Jeff Tweedy, a także Alan Pownall. Według Simona Vozick-Levinsona z Entertainment Weekly, Tweedy zaśpiewał zaledwie kilka wersów oryginalnej wersji; zamiast tego, nadał utworowi charakter akustyczny, pomijając resztę tekstu. Jednocześnie Tweedy wykonał charakterystyczne ruchy dłoni, które towarzyszyły Knowles w wideoklipie.

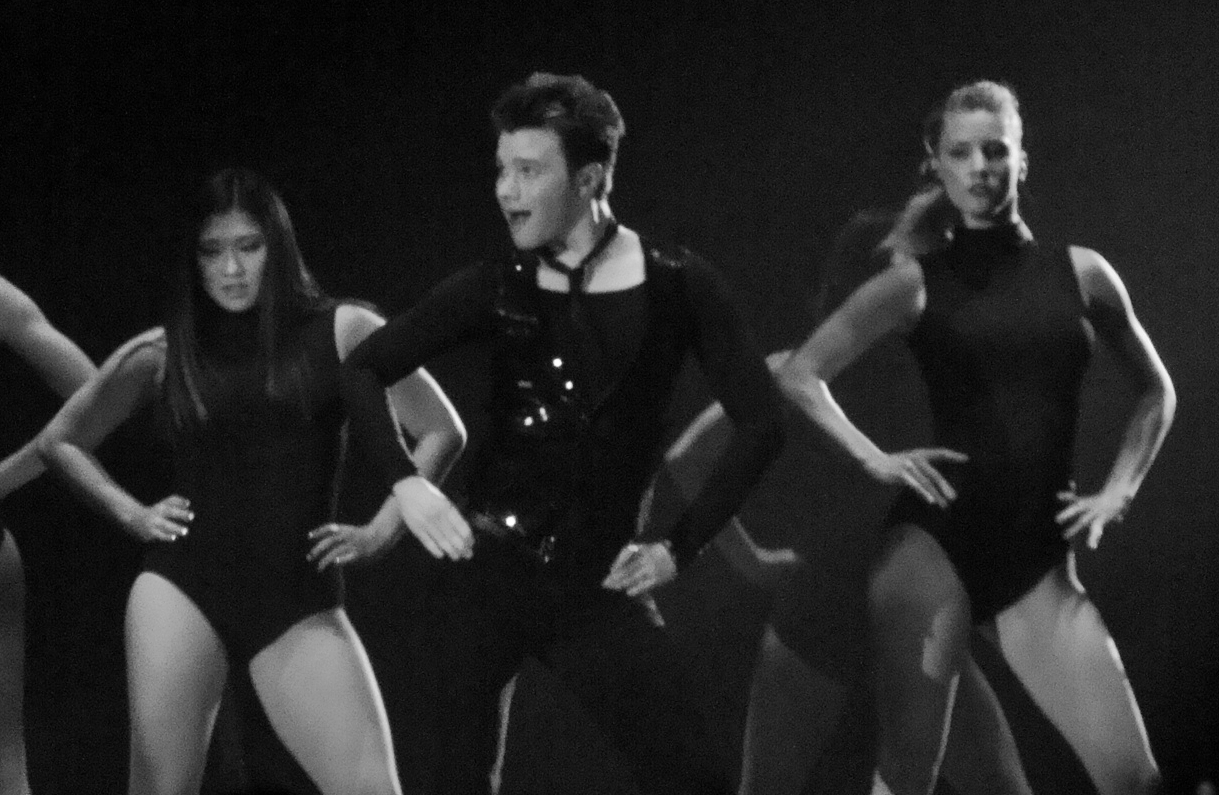
Jenna Ushkowitz, Chris Colfer i Heather Morris w trakcie wykonywania "Single Ladies" podczas trasy koncertowej Glee Live! In Concert! w 2011 roku

Podczas koncertu w nowojorskim Madison Square Garden, Prince wykonał miks swoich piosenek z 1984 roku: "Pop Life" i "I Would Die For You", włączając w to sample "Single Ladies". W trakcie występu w Melbourne, 13 sierpnia 2010 roku, Katy Perry zaśpiewała "Single Ladies" i podjęła próbę odtańczenia oryginalnej choreografii. Sara Bareilles stworzyła cover "Single Ladies" w ramach sekcji Mashup Mondays magazynu Billboard, a następnie wykonywała go regularnie podczas swojej trasy koncertowej Lilith Fair Tour w 2010 roku. Jej wersja określona została mianem piano popu i scharakteryzowana jako "wolna, jazzowa ścieżka". Amerykański zespół rockowy A Rocket to the Moon wydał cover "Single Ladies" na swoim minialbumie The Rainy Day Sessions w październiku 2010 roku.
26 września 2010 roku grupa Kharizma zaśpiewała "Single Ladies" w drugiej serii australijskiej wersji programu X Factor, zaś 31 maja 2011 roku Matthew Raymond-Barker wykonał utwór w drugiej edycji francuskiego X Factora. Podczas finałowego odcinka dziesiątego sezonu American Idol, 25 maja 2011 roku, wszystkie żeńskie uczestniczki wykonały wspólnie "Single Ladies" oraz część choreografii z wideoklipu do piosenki. 18 października 2011 roku grupa Young Men Society zaśpiewała "Single Ladies" w trzeciej serii australijskiej wersji programu X Factor.
"Single Ladies" oraz choreografia wykonywane są przez The Chipettes w filmie animowanym Alvin i wiewiórki 2. Wersja ta zdołała zająć miejsca na niektórych listach przebojów, a także została wydana na ścieżce dźwiękowej obrazu, Alvin and the Chipmunks: The Squeakquel: Original Motion Picture Soundtrack. Billy Johnson z Yahoo! Music skomentował, że "film po raz pierwszy zawierał występ, jaki chciał obejrzeć", a także dodał: "to zdecydowanie jedna z najlepszych parodii 'Single Ladies'. Warto jest zobaczyć chociażby śpiewające ten utwór wiewiórki.". Cover piosenki na ścieżkę dźwiękową filmu Seks w wielkim mieście 2 nagrała amerykańska aktorka i wokalistka Liza Minnelli.

## Nagrody i wyróżnienia
- Najlepsza piosenka roku 2008 według Rolling Stone.
- 2. najlepsza piosenka roku 2008 według MTV.
- 2. najlepszy utwór dekady według czytelników Rolling Stone oraz 50. według redaktorów tegoż magazynu.
- 3. najlepszy teledysk roku 2009 według VH1.
- 7. najlepsza piosenka roku 2008 według Josha Tyrangiela z Time'a.

| Gala                    | Kategoria                               | Wynik   |
| ----------------------- | --------------------------------------- | ------- |
| FUSE TV                 | Piosenka roku                           | Wygrana |
| Kids' Choice Awards     | Ulubiona piosenka                       | Wygrana |
| MTV Video Music Awards  | Wideoklip roku                          | Wygrana |
| MTV Video Music Awards  | Najlepsza choreografia                  | Wygrana |
| MTV Video Music Awards  | Najlepszy montaż                        | Wygrana |
| Teen Choice Awards      | Najlepsza piosenka R&B                  | Wygrana |
| BET Awards              | Wideoklip roku                          | Wygrana |
| MOBO Awards             | Wideoklip roku                          | Wygrana |
| Soul Train Awards       | Piosenka roku                           | Wygrana |
| MTV Europe Music Awards | Wideoklip roku                          | Wygrana |
| Grammy Awards           | Piosenka roku                           | Wygrana |
| Grammy Awards           | Najlepsze kobiece wokalne wykonanie R&B | Wygrana |
| Grammy Awards           | Najlepsza piosenka R&B                  | Wygrana |

## Pozycje na listach
| Lista (2008)                         | Pozycja pozycja |
| ------------------------------------ | --------------- |
| Australian ARIA Singles Chart        | 5               |
| Belgian Singles Chart (Flandria)     | 11              |
| Belgian Singles Chart (Walonia)      | 34              |
| Brazilian Hot Songs & Tracks         | 1               |
| Canadian Hot 100                     | 2               |
| Danish Singles Chart                 | 21              |
| Dutch Mega Single Top 100            | 12              |
| French Digital Chart                 | 43              |
| Irish Singles Chart                  | 4               |
| Italian Singles Chart                | 10              |
| New Zealand RIANZ Singles Chart      | 2               |
| Norwegian Singles Chart              | 19              |
| Spanish Singles Chart                | 10              |
| Swedish Singles Chart                | 40              |
| Swiss Singles Chart                  | 40              |
| Turkey Top 20 Chart                  | 2               |
| UK Singles Chart                     | 7               |
| UK R&B Chart                         | 1               |
| U.S. Billboard Hot 100               | 1               |
| U.S. Billboard Hot R&B/Hip-Hop Songs | 1               |
| U.S. Billboard Hot Dance Club Play   | 1               |
| U.S. Billboard Pop 100               | 1               |

| Lista (2010)  | Najwyższa pozycja |
| ------------- | ----------------- |
| Japan Hot 100 | 25                |

| Lista (2008)                     | Najwyższa pozycja |
| -------------------------------- | ----------------- |
| Australian ARIA Singles Chart    | 74                |
| UK Singles Chart                 | 175               |
| Lista (2009)                     | Najwyższa pozycja |
| Australian Singles Chart         | 14                |
| Australian Urban Singles Chart   | 6                 |
| Belgian Singles Chart (Flandria) | 59                |
| Canadian Hot 100                 | 19                |
| Dutch Top 40                     | 43                |
| Hungarian Airplay Chart          | 73                |
| Irish Singles Chart              | 17                |
| Italian Singles Chart            | 99                |
| New Zealand Singles Chart        | 31                |
| Spanish Singles Chart            | 38                |
| Swedish Singles Chart            | 95                |
| UK Singles Chart                 | 34                |
| U.S. Billboard Hot 100           | 8                 |
| U.S. Hot R&B/Hip Hop Songs       | 6                 |
| U.S. Hot Dance Club Play Songs   | 30                |
| U.S. Rhythmic Songs              | 22                |

| Lista (2000–2009)             | Najwyższa pozycja |
| ----------------------------- | ----------------- |
| Australian ARIA Singles Chart | 39                |
| U.S. Billboard Hot 100        | 99                |
| U.S. Hot R&B/Hip Hop Songs    | 16                |

### Sprzedaż i certyfikaty
| Kraj              | Certyfikat | Sprzedaż   |
| ----------------- | ---------- | ---------- |
| Australia         | 3× Platyna | 210.000+   |
| Nowa Zelandia     | Platyna    | 15.000+    |
| Kanada            | 2× Platyna | 80.000+    |
| Hiszpania         | Platyna    | 40.000+    |
| Wielka Brytania   | Złoto      | 400.000+   |
| Stany Zjednoczone | 4× Platyna | 4.000.000+ |